# Thomas Kean Jr.
Thomas Howard Kean Jr., né le 5 septembre 1968 à Livingston, est un homme politique américain. Membre du Parti républicain, il représente le 7e district du New Jersey à la Chambre des représentants des États-Unis depuis 2023.

## Biographie
Avant son élection au congrès en 2022, Kean est membre du Sénat du New Jersey. Il est réélu deux ans plus tard face à l'activiste Sue Altman.

## Vie personnelle
Kean est résident de Westfield avec sa femme Rhonda et ses deux filles. Il est le fils de l'ancien gouverneur du New Jersey Thomas Kean.